# 石山村 (新潟県)
石山村（いしやまむら）は、かつて新潟県中蒲原郡にあった村。1943年12月8日の新潟市への編入合併によって消滅し、現在は新潟市中央区・東区の一部となっている。
以下の記述は合併直前当時の旧石山村に関しての記述であり、現在では名称等が異なる場合がある。なお、ここに記述されていない内容に関しては新潟市などの記事を参照。

## 概要
1889年（明治22年）から1943年（昭和18年）まで存在した村。

### 地名について
石山村の旧木戸村の地域には王瀬の長者にまつわる地名が多く存在し、屋敷の木戸があった場所が現在の「上木戸」「中木戸」「下木戸」、牡丹を植えた庭が「牡丹山」であったといわれている。

## 歴史
- 1877年（明治10年）3月15日 - 合併により馬越村、鴉俣村、紫竹新田、下木戸村が発足。

| 馬越村   | 馬越新田、笹渕新田         |
| 鴉俣村   | 鴉俣村、鴉俣新田、山木戸村 |
| 紫竹新田 | 紫竹新田、下新田           |
| 下木戸村 | 下木戸村、中村新田         |

- 1877年（明治10年）6月23日 - 石山新田と東山二ッ新田が合併し、石山新田となる。
- 1889年（明治22年）4月1日 - 町村制施行にともなう合併により、石山村、木戸村、山潟村が発足。石山村役場は中野山新田に設置[3]。

| 石山村 | 石山新田、粟山新田、中野山新田、下場新田、猿ヶ馬場新田、児池新田、中島新田                         |
| 木戸村 | 上木戸村、下木戸村、牡丹山新田、鴉俣村、馬越村、中山新田、竹尾新田、紫竹新田、山ノ下新田（榎新田） |
| 山潟村 | 長潟新田、姥ヶ山新田、西山二ツ新田、鍋潟新田                                                       |

- 1901年（明治34年）11月1日 - 石山村、木戸村、山潟村（鍋潟新田を除く）が合併し石山村となる。村役場は石山新田に設置[4]。合併時の世帯数は851戸、人口は6,274人[5]。
- 1919年（大正8年）8月1日 - 新潟市との境界変更[6]。
- 1943年（昭和18年）12月8日 - 新潟市へ編入[7]。（石山村消滅）

## 地域
1889年（明治22年）から1901年（明治34年）までの石山村は、合併した村名を継承する以下の大字で構成される。
石山（いしやま）
1889年（明治22年）まであった石山新田の区域。現在の新潟市東区石山。
粟山（あわやま）
1889年（明治22年）まであった粟山新田の区域。現在の新潟市東区粟山。
中野山（なかのやま）
1889年（明治22年）まであった中野山新田の区域。現在の新潟市東区中野山。
下場（げば）
1889年（明治22年）まであった下場新田の区域。現在の新潟市東区下場。
猿ヶ馬場（さるがばば）
1889年（明治22年）まであった猿ヶ馬場新田の区域。現在の新潟市東区猿ヶ馬場。
児池（ちごいけ）
1889年（明治22年）まであった児池新田の区域。現在の新潟市東区児池。
中島（なかじま）
1889年（明治22年）まであった中島新田の区域。現在の新潟市東区中島。

## 行政

### 歴代村長
- 高橋増蔵[8]（1902年 - ）
- 小澤榮一（1933年ごろ - 1935年ごろ、1940年ごろ - 1943年12月7日 ）[9][10][11][12][13][14][15][16][注 1]

## 学校
- 石山村立中野山国民学校[17]　（現・新潟市立中野山小学校）

## 交通

### 鉄道路線
旧村域に日本国有鉄道 信越本線が通過しており、現在は越後石山駅が設置されているが、当時は未開設。

また、現在は東日本旅客鉄道（JR東日本）白新線東新潟駅も設置されているが、当時は未開通。